# Premi Lumière 2010
La cerimonia di premiazione della 15ª edizione dei Premi Lumière si è svolta il 15 gennaio 2010 all'Hôtel de Ville di Parigi. È stata presieduta da Régis Wargnier e presentata da Estelle Martin.
È stato reso omaggio a Jocelyn Quivrin, scomparso il 15 novembre 2009, che era stato premiato nel 2008 come migliore promessa maschile.

## Vincitori e candidati
I vincitori sono indicati in grassetto.
Miglior film
- Welcome, regia di Philippe Lioret
- À l'origine, regia di Xavier Giannoli
- Coco avant Chanel - L'amore prima del mito (Coco avant Chanel), regia di Anne Fontaine
- L'occhio del ciclone - In the Electric Mist (In the Electric Mist), regia di Bertrand Tavernier
- Il profeta (Un prophète), regia di Jacques Audiard

Miglior regista
- Jacques Audiard - Il profeta (Un prophète)
- Anne Fontaine - Coco avant Chanel - L'amore prima del mito (Coco avant Chanel)
- Xavier Giannoli - À l'origine
- Philippe Lioret - Welcome
- Bertrand Tavernier - L'occhio del ciclone - In the Electric Mist (In the Electric Mist)

Migliore sceneggiatura
- Mia Hansen-Løve - Il padre dei miei figli (Le père de mes enfants)
- Thomas Bidegain, Jacques Audiard, Abdel Raouf Dafri, Nicolas Peufaillit - Il profeta (Un prophète)
- Olivier Adam, Emmanuel Courcol, Philippe Lioret - Welcome
- Radu Mihăileanu - Il concerto (Le concert)
- Mathias Gokalp e Nadine Lamari - Rien de personnel

Miglior attrice
- Isabelle Adjani - La journée de la jupe
- Dominique Blanc - L'Autre
- Valeria Bruni Tedeschi - Les regrets
- Sandrine Kiberlain - Mademoiselle Chambon
- Audrey Tautou - Coco avant Chanel - L'amore prima del mito (Coco avant Chanel)

Miglior attore
- Tahar Rahim - Il profeta (Un prophète)
- Yvan Attal - Rapt
- François Cluzet - À l'origine
- Romain Duris - Persécution
- Vincent Lindon - Welcome

Migliore promessa femminile
- Pauline Étienne - Qu'un seul tienne et les autres suivront
- Mati Diop - 35 rhums
- Garance Le Guillermic - Il riccio (Le Hérisson)
- Julie Sokolowski - Hadewijch
- Christa Theret - LOL - Il tempo dell'amore (LOL (Laughing Out Loud))

Migliore promessa maschile
- Vincent Lacoste e Anthony Sonigo - Il primo bacio (Les Beaux gosses)
- Firat Ayverdi - Welcome
- Maxime Godart - Il piccolo Nicolas e i suoi genitori (Le Petit Nicolas)
- Samy Seghir - Neuilly sa mère!

Miglior film francofono
- J'ai tué ma mère, regia di Xavier Dolan
- 1 journée, regia di Jacob Berger
- Après l'océan, regia di Eliane de Latour
- Elève libre, regia di Joachim Lafosse
- Où est la main de l'homme sans tête, regia di Guillaume e Stéphane Malandrin
- Les Saignantes, regia di Jean-Pierre Bekolo

Premio del pubblico mondiale
- Où est la main de l'homme sans tête, regia di Guillaume e Stéphane Malandrin

Premio della CST
- Glynn Speeckaert - À l'origine